# Jørgen Malling
Jørgen Henrik Malling (31. oktober 1836-12. juli 1905) var en dansk komponist, organist og musikpædagog. Han var bror til komponisten Otto Malling.
Han lærte sig at spille klaver og violin, og fik derefter en teoretisk musikuddannelse af bl.a. Johan Christian Gebauer og Niels W. Gade. I 1857 udgav han en samling sange, der blev pænt modtaget og i 1859 sit opus 2, som også fik gode anmeldelser. Men hans livslange interesse var især den folkelige sang og metoder til indlæring af sange. I 1861 var han den første komponist til at nyde godt af det nyoprettede Anckerske Legat. Han brugte pengene til at rejse til bl.a. Paris, hvor han mødte musikpædagogen Émile Chevé, som på inspiration fra Rousseau havde udviklet et nyt musiknotationssystem, der skulle gøre det lettere at skrive og læse musik. Jørgen Malling blev begejstret for denne nyskabelse og forsøgte resten af sit liv at udbrede kendskabet til og brugen af det hvor han end kom frem.
Således udgav han efter sin hjemkomst en fordanskning af en af Chevés bøger under titlen: ”Elementær musiklære”. Han afholdt også en række kurser, men det etablerede musikliv viste ingen interesse for hans ideer. I årene 1869-1872 var han organist ved Vor Frue kirke i Svendborg, men drog derefter udenlands i mange år. Via St. Petersborg og Stockholm kom han til Norrköping, hvor han 1877-1879 var ”sanginspektør” ved skolevæsenet, men i 1880’erne rejste han videre til München og Zürich, hvor han virkede som musiklærer, kordirigent og komponist. I tretten år var han docent i musikteori og musikæstetik ved universitetet i München.
Omkring 1900 vendte Jørgen Malling tilbage til Danmark og i sine sidste år virkede han bl.a. som lærer ved Lærerhøjskolen og Matthisson-Hansens musikkonservatorium. Ved sin hjemkomst blev han også bevilliget en årlig understøttelse via finansloven.

## Musikken
Mallings kompositioner er hovedsageligt enstemmige sange med klaver samt korsange, men han dog også skrevet kammermusik og operaer, men efter hans død har hans værk været overladt til glemsel. Kun én af hans sange er stadig i brug, salmen Jeg er træt og går til ro, men også børnesangen Hør, hør hvor det tør kunne findes i sangbøger fra sidste del af 1900-tallet. I 2005 udkom en CD med sange og kammermusik af Jørgen Malling.

### Værkliste (ikke komplet)
- Otte Melodier til skotske Folkesange
- Tyve Viser og Smaasange for Piano (1869)
- Tonernas seger (Koncert-stykke for soli, kor og orkester – ca. 1878)
- Strygekvartet i d-mol (1883)
- Klavertrio i a-mol (1893)
- Violinsonate i Eb-dur (1897)
- Frithiof (opera – 1890’erne)
- Lisinka (opera – 1890’erne)
- Kyvala (koncertdrama – 1890’erne)
- Violinsonate i G-dur (1903)
- Terzetter for 2 sopraner, mezzosopran, violoncel og klaver
- Cellosonate
- Mindst 80 sange bl.a.
- Jeg er træt og går til ro
- Hør, hør hvor det tør
- flere Hæfter Klaverstykker

- Sange af Jørgen Malling på Wikisource

### Sangbøger og pædagogisk litteratur
- Elementær Musiklære (1863)
- Om sången i folkskolorna, dess vigt og ändamål (1868)
- Rytmiska läsöfningar (med Tal)
- Folkets sångbok
- Folkskolans siffersångbok
- Samling af Sange for Chor. Udgivet til Brug for det danske Chevésamfund, af Jørgen Malling (ca. 1880)
- flere Hæfter Sange til Skolebrug